# УС-А
УС-А (скороч. від рос. Управляемый Спутник — Активный — укр. Керований супутник — Активний, індекс ГРАУ 17Ф16К) — серія радянських активних низькоорбітальних супутників радіолокаційної розвідки з ядерною бортовою енергетичною установкою. Основний елемент орбітального угруповання системи морської космічної розвідки і цілевказівки «Легенда».

## Особливості конструкції і проектування
УС-А — єдиний радянський тип супутника з ядерною енергетичною установкою. Причин використання ЯЕУ як джерела живлення було декілька. По-перше бортова РЛС, працюючи в активному режимі, потребує значної кількості енергії, у тому числі під час проходження супутника в тіні землі, що робить використання сонячних батарей неприйнятним. По-друге, радар вимагає якомога більш близького розташування КА до спостережуваних об'єктів, а отже низьку орбіту (270 км) польоту. Це теж не дозволяє використовувати як джерело енергії сонячні батареї.
В СРСР роботи по створенню супутників з ядерною енергетичною установкою розпочались практично одночасно з аналогічними американськими розробками в рамках програми космічної навігаційної системи «Транзіт», але перший радянський ядерний реактор був виведений на орбіту майже на 10 років пізніше. Але з початку 1970-х років такі польоти стали регулярними.
До роботи над проектом були залучені Фізико-енергетичний інститут, Інститут атомної енергії імені Курчатова. Розрахунки параметрів орбіт і взаємне розташування космічних апаратів були виконані за безпосередньої участі академіка Келдиша. Головною організацією було призначене конструкторське бюро ДКБ-52 Володимира Миколайовича Челомея.

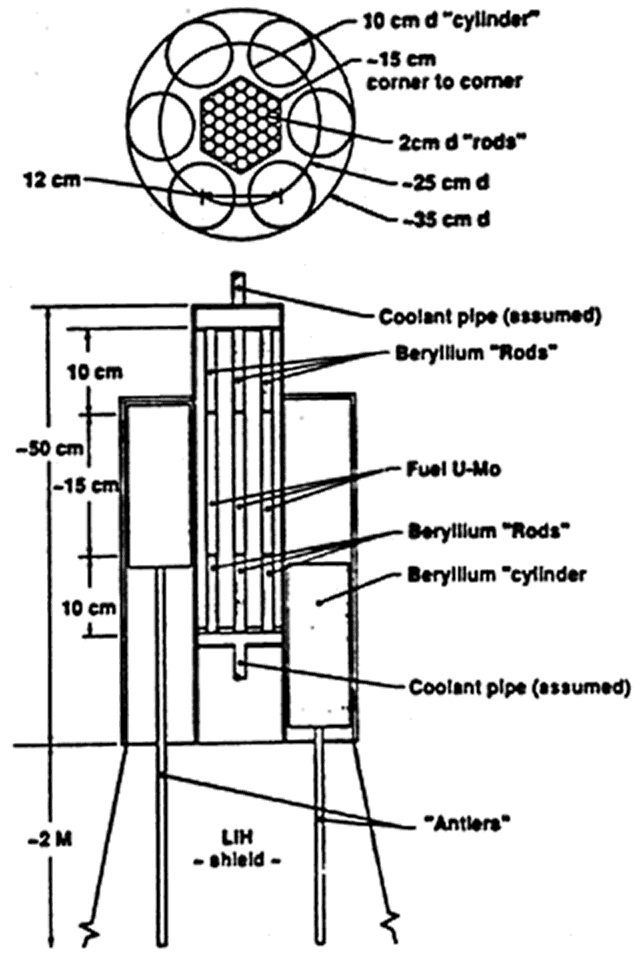
Схема ядерної енергетичної установки БЕС-5 «Бук»

Розробку ядерної бортової енергетичної установки для космічних апаратів здійснювало ДКБ-670. Ядерна енергетична установка БЕС-5 «Бук» складалася з гомогенного реактора на швидких нейтронах БР-5А з тепловою потужністю 100 кВт. Реактор працював на урані-235, загальна маса якого при запуску становила 30 кг. Отримання електричного струму забезпечувалося напівпровідниковим термоелектричним генератором, розробленим в Сухумському фізико-технічному інституті. Теплоносій — калій-натрієвий розплав. Ресурс роботи 1080 годин. Вага — 1250 кг, що становило майже чверть від загальної ваги супутника.
Від установки з вихідною електричною потужністю 3 кВт живився бортовий радіолокатор бічного огляду. Супутник передавав на землю радіолокаційну картинку на фоні карти у смузі спостереження шириною 800 км і довжиною до 2000 км в залежності від параметрів витка, а також інформацію про місце цілей з точністю до 10 метрів. При кожному сьомому витку, при проходженні в районі Москви супутник передавав також на наземний інформаційно-керувальний центр системи, який розташовувався в місті Ногінськ-9 накопичену за сім витків інформацію. Одночасно здійснювалася корекція орбіти супутника.
Всього з 1970 по 1988 рік було разом з випробувальними запусками було виконано 39 запусків супутників радіолокаційної розвідки УС-А, у тому числі 27 успішних. Оскільки УС-А функціонували на низьких орбітах висотою всього лише 270 км, по закінченні роботи спеціальний розгінний блок виводив реактор на «орбіту поховання» на висоті 750–1000 км від поверхні Землі, інша частина супутника згоряла при падінні в атмосфері. За розрахунками, час знаходження об'єктів на таких орбітах становить не менше 250 років — на думку розробників, це дозволяє мати істотний запас часу для вирішення питання безпечної утилізації такого радіоактивного сміття. Однак, через несправності систем було декілька випадків падіння реактора на землю, найбільш резонансним з яких стало падіння супутника Космос-954 на територію Канади 24 січня 1978 року.

## Список місій
| Дата запаску | Дата сходу з орбіти | Назва       | SCN   | NSSDC ID  | Номер БЕС-5 | Примітки |
| ------------ | ------------------- | ----------- | ----- | --------- | ----------- | --- |
| 27.12.1965   | 13.01.1966          | Космос-102  | 1867  | 1965-111A | —           | Випробувальний політ c габаритно-ваговим макетом БЕС-5                                                                            |
| 20.07.1966   | 02.08.1966          | Космос-125  | 2351  | 1966-067A | —           | Випробувальний політ c габаритно-ваговим макетом БЕС-5                                                                            |
| 27.12.1967   | —                   | Космос-198  | 3081  | 1967-127A | —           | Випробувальний політ c габаритно-ваговим макетом БЕС-5                                                                            |
| 22.03.1968   | —                   | Космос-209  | 3158  | 1968-023A | —           | Випробувальний політ c габаритно-ваговим макетом БЕС-5                                                                            |
| 25.01.1969   | 25.01.1969          | —           | —     | —         | —           | Через аварію ракети-носія апарат впав на Землю                                                                                    |
| 03.10.1970   | —                   | Космос-367  | 4564  | 1970-079A | 31          | Відведення супутника на орбіту поховання на 2-му витку через розплавлення активної зони реактора через 110 хвилин роботи реактора |
| 01.04.1971   | —                   | Космос-402  | 5105  | 1971-025A | 33          | Політ за програмою льотних випробувань                                                                                            |
| 25.12.1971   | —                   | Космос-469  | 5721  | 1971-117A | 34          | Політ за програмою льотних випробувань                                                                                            |
| 21.08.1972   | —                   | Космос-516  | 6154  | 1972-066A | 35          | Політ за програмою льотних випробувань                                                                                            |
| 25.04.1973   | 25.04.1973          | —           | —     | —         | 51          | КА не виведений на орбіту через аварію РН. ЯЕУ з глибоко підкритичним реактором впала у Тихому океані                             |
| 27.12.1973   | —                   | Космос-626  | 7005  | 1973-108A | 52          | Розгерметизація блоку гасіння |
| 15.05.1974   | —                   | Космос-651  | 7291  | 1974-029A | 53          | Відмова датчика тиску в ЯЕУ |
| 17.05.1974   |                     | Космос-654  | 7297  | 1974-032A | 54          | Політ за програмою льотних випробувань                                                                                            |
| 02.04.1975   |                     | Космос-723  | 7718  | 1975-024A | 55          | Політ за програмою льотних випробувань                                                                                            |
| 07.04.1975   |                     | Космос-724  | 7727  | 1975-025A | 56          | Розгерметизація блоку гасіння |
| 12.12.1975   |                     | Космос-785  | 8473  | 1975-116A | 57          | Перший запуск після прийняття системи на озброєння                                                                                |
| 17.10.1976   |                     | Космос-860  | 9486  | 1976-103A | 60          | Відмова датчика тиску в ЯЕУ |
| 21.10.1976   |                     | Космос-861  | 9494  | 1976-104A | 61          | Штатний політ |
| 16.09.1977   |                     | Космос-952  | 10358 | 1977-088A | 62          | Штатний політ |
| 18.09.1977   |                     | Космос-954  | 10361 | 1977-090A | 58          | Неконтрольований схід КА з орбіти і падіння його уламків на території Канади                                                      |
| 29.04.1980   |                     | Космос-1176 | 11788 | 1980-034A | 64          | Льотні випробування ДСРБ |
| 05.03.1981   |                     | Космос-1249 | 12319 | 1981-021A | 65          | Штатний політ |
| 21.04.1981   |                     | Космос-1266 | 12409 | 1981-037A | 66          | Штатний політ |
| 24.08.1981   |                     | Космос-1299 | 12783 | 1981-081A | 67          | Штатний політ |
| 14.05.1982   |                     | Космос-1365 | 13175 | 1982-043A | 68          | Штатний політ |
| 01.06.1982   |                     | Космос-1372 | 13243 | 1982-052A | 69          | Штатний політ |
| 30.08.1982   |                     | Космос-1402 | 13441 | 1982-084A | 70          | Неконтрольований сход КА з орбіти і падіння його уламків в південній частині Атлантичного океану                                  |
| 02.10.1982   |                     | Космос-1412 | 13600 | 1982-099A | 71          | Штатний політ |
| 29.06.1984   |                     | Космос-1579 | 15085 | 1984-070A | 72          | Штатний політ |
| 31.10.1984   |                     | Космос-1607 | 15378 | 1984-112A | 73          | Штатний політ |
| 01.08.1985   |                     | Космос-1670 | 15930 | 1985-064A | 75          | Відмова в системі автономного управління ЯЕУ                                                                                      |
| 23.08.1985   |                     | Космос-1677 | 15986 | 1985-075A | 76          | Відмова в системі автономного управління ЯЕУ                                                                                      |
| 21.03.1986   |                     | Космос-1736 | 16647 | 1986-024A | 74          | Штатний політ |
| 20.08.1986   |                     | Космос-1771 | 16917 | 1986-062A | 77          | Штатний політ |
| 02.02.1987   |                     | Космос-1818 | 17369 | 1987-011A | Топаз-1     | Випробування експериментального реактора                                                                                          |
| 18.06.1987   |                     | Космос-1860 | 18122 | 1987-052A | 80          | Штатний політ |
| 10.07.1987   |                     | Космос-1867 | 18187 | 1987-060A | Топаз-1     | Випробування експериментального реактора                                                                                          |
| 12.12.1987   |                     | Космос-1900 | 18665 | 1987-101A | 78          | Втрата зв'язку з КА. Спрацьовування ДСРБ за кілька днів до можливого входу в земну атмосферу                                      |
| 14.03.1988   |                     | Космос-1932 | 18957 | 1988-019A | 79          | |

Тривалий час вважалося, що перша катастрофа з КА типу УС-А відбулася 25 січня 1969 року, коли при старті з Байконуру вибухнула ракета Циклон-2А. Насправді на рекеті-носії знаходився габаритно-ваговий макет БЕС-5, який впавши у Казахстані не призвів до радіоактивного забруднення.
Запуск першого радянського супутника «Космос-367» з діючим реактором на борту 3 жовтня 1970 року завершився невдачею: супутник вийшов на орбіту, але відразу після запуску відмовила система орієнтації. На другому витку через розплавлення активної зони реактора через 110 хвилин роботи реактора він був виведений на орбіту поховання.
Черговий інцидент відбувся з супутником «Космос-785». Після виходу на орбіту апарат почав хаотично обертатися, що загрожувало йогог падінням на землю. Реакторний відсік був відстрелений на орбіту поховання, а запуск парного супутника РТР довелося відмінити.
Найбільш резонансною аварією УС-А вважається падіння на Землю супутника «Космос-954». 28 жовтня 1977 року апарат вийшов з-під контролю наземних служб. Перевести реактор на орбіту поховання не вдалося. 6 січня 1978 року відбулася розгерметизація космічного апарата: усі бортові системи вийшли з ладу. 24 січня апарат увійшов у щільні шари атмосфери і зруйнувався над північними районами Канади. Відбулося радіоактивне забруднення понад 100 тисяч квадратних кілометрів місцевості.
28 квітня 1981 року, через вісім днів штатного польоту, вийшло з ладу бортове обладнання на супутнику «Космос-1266». Реактор був відстрелений на орбіту поховання. Аналогічні проблеми виникли на «Космосі-1299», з тією різницею, що супутник пропрацював 13 діб.
Наступний інцидент відбувся з «Космосом-1402» 28 грудня 1982 року. Спроби вивести реактор на орбіту поховання успіху не мали і апарат почав неконтрольоване зниження. Завдяки конструктивним доробкам вдалося відділити активну зону від термостійкого корпусу реактора і запобігти компактному падінню уламків на землю. 7 лютого 1983 року апарат увійшов у щільні шари атмосфери і радіоактивні продукти розпаду розсіялися над Південною Атлантикою.
Останній інцидент відбувся з супутником «Космос-1900». 16 квітня 1988 року після втрати зв'язку з КА він почав неконтрольовано знижуватися. Усі команд на вивід реактора не дали результату. 30 вересня 1988 року спрацювала система автоматичного виводу реактора на орбіту поховання через вичерпання запасів палива в системі орієнтації.
Серед негативних результатів аварій супутників з ядерною енергетичною установкою, крім значного підвищення радіаційного фону через згоряння в атмосфері радіоактивного палива, виступають і згущення уламків на орбіті утилізації, які виникли внаслідок витікання і металізації теплоносія — опроміненої суміші калію і натрію. За оцінками експертів, це відбулося з 16-ма реакторами БЕС-5. Протягом близько 10 років вони досягнуть Землі. Але як вважають фахівці, до серйозного підвищення радіаційного фону це призвести не має.